# (1950) Wempe
(1950) Wempe (1942 EO) – planetoida z grupy pasa głównego asteroid okrążająca Słońce w ciągu 3,22 lat w średniej odległości 2,18 j.a. Odkryta 23 marca 1942 roku.